# هو هي (برنامج تليفزيوني)
«هو هي» برنامج حواري ترفيهي، تعتمد فكرته على استضافه مجموعة من النجوم والمشاهير في مجالات مختلفة؛ مثل الغناء والتمثيل والرياضة، وتقسيمهم إلى فريقين، حيث يقود فريق الرجال خالد البريكي، في حين تقود الفنانة رزان مغربي الفريق النسائي، ويدخل الفريقان في سباق لمحاولة الوصول لأعلى الدراجات، بأية وسيلة وحتى باستخدام المقالب الكوميدية.
ويعكس البرنامج الفوارق الملفتة بين الرجال والنساء، وكيف يختلفون عن بعضهم البعض، ويحاول أن يوضح أيا من هذه الفوارق طبيعية وأيها مكتسبة.
في اثنتي عشرة حلقة وخلال سبعين دقيقة، اختبارات علمية تجرى داخل الاستديو أو خارجه لتحسم حقيقة المعلومة، وتنفي أو تؤكد الشكوك فتظهر مدى صحتها.
يستضيف البرنامج 4 ضيوف من نجوم العالم العربي، ثنائيين، يشاركون الجمهور الحلقة , بحيث يكون خمسون رجلا في مقابل خمسين امرأة في كل حلقة.